# Muzillac
Pour le festival de musique homophone, voir Musilac.
Muzillac [myzijak] est une commune française, située dans le département du Morbihan en Région Bretagne. Elle fait également partie des 12 communes de l'intercommunalité Arc Sud Bretagne et de l'arrondissement de Vannes. Elle a obtenu le label Village étape en 2016.

## Géographie

### Situation
|          | Noyal-Muzillac | Marzan |
| Ambon    | Muzillac       |        |
| Billiers | Mor braz       | Arzal  |

En 2004, la commune de Muzillac regroupe 4 200 habitants. Elle est située à 30 km de Vannes, à 90 km de Nantes. Située en Bretagne Sud, Muzillac bénéficie d’un climat océanique : ensoleillé et à faible pluviométrie, doux l’hiver et tempéré l’été. Les animations sont nombreuses grâce à la commission culturelle, aux 53 associations et à l’union des commerçants.

### Hydrographie
Pour un article plus général, voir Réseau hydrographique du Morbihan.
La commune est située dans le bassin Loire-Bretagne. Elle est drainée par le Saint-Éloi, le Loc, le Pont Noyal, le Kervily, le Pont de Coléno, le ruisseau de Saint-vincent, le Val et divers autres petits cours d'eau,.
Le Saint-Éloi, d'une longueur de 37 km, prend sa source dans la commune de La Vraie-Croix et se jette  dans l'Océan Atlantique en limite d'Ambon et de Billiers, après avoir traversé six communes. 

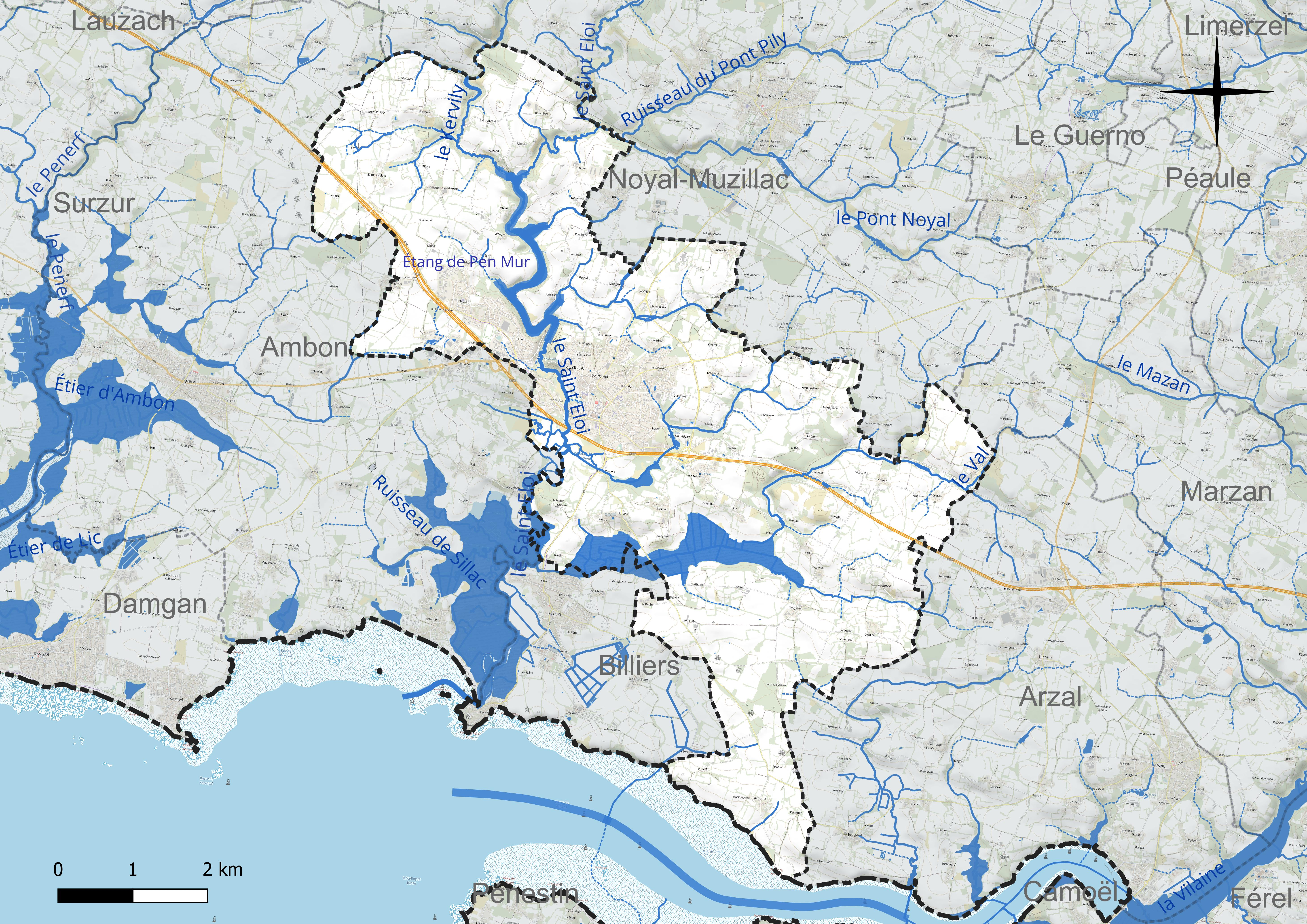
Réseau hydrographique de Muzillac.

Un plan d'eau complète le réseau hydrographique : l'étang de Pen Mur (34,44 ha),.

### Climat
Pour des articles plus généraux, voir Climat de la Bretagne et Climat du Morbihan.
En 2010, le climat de la commune est de type climat océanique franc, selon une étude du CNRS s'appuyant sur une série de données couvrant la période 1971-2000. En 2020, Météo-France publie une typologie des climats de la France métropolitaine dans laquelle la commune est exposée à un climat océanique et est dans la région climatique  Bretagne orientale et méridionale, Pays nantais, Vendée, caractérisée par une faible pluviométrie en été et une bonne insolation. Parallèlement l'observatoire de l'environnement en Bretagne publie en 2020 un zonage climatique de la région Bretagne, s'appuyant sur des données de Météo-France de 2009. La commune est, selon ce zonage, dans la zone « Littoral doux », exposée à un climat venté avec des étés cléments.  
Pour la période 1971-2000, la température annuelle moyenne est de 12,1 °C, avec une amplitude thermique annuelle de 12,2 °C. Le cumul annuel moyen de précipitations est de 793 mm, avec 12,5 jours de précipitations en janvier et 6,1 jours en juillet. Pour la période 1991-2020, la température moyenne annuelle observée sur la station météorologique la plus proche, située sur la commune de Billiers à 2 km à vol d'oiseau, est de 12,4 °C et le cumul annuel moyen de précipitations est de 839,9 mm,. Pour l'avenir, les paramètres climatiques de la commune estimés pour 2050 selon différents scénarios d'émission de gaz à effet de serre sont consultables sur un site dédié publié par Météo-France en novembre 2022.

## Urbanisme

### Typologie
Au 1er janvier 2024, Muzillac est catégorisée bourg rural, selon la nouvelle grille communale de densité à sept niveaux définie par l'Insee en 2022.
Elle appartient à l'unité urbaine de Muzillac, une unité urbaine monocommunale constituant une ville isolée,. Par ailleurs la commune fait partie de l'aire d'attraction de Vannes, dont elle est une commune de la couronne,. Cette aire, qui regroupe 47 communes, est catégorisée dans les aires de 50 000 à moins de 200 000 habitants,.
La commune, bordée par l'océan Atlantique, est également une commune littorale au sens de la loi du 3 janvier 1986, dite loi littoral. Des dispositions spécifiques d’urbanisme s’y appliquent dès lors afin de préserver les espaces naturels, les sites, les paysages et l’équilibre écologique du littoral, tel le principe d'inconstructibilité, en dehors des espaces urbanisés, sur la bande littorale des 100 mètres, ou plus si le plan local d’urbanisme le prévoit.

### Occupation des sols
L'occupation des sols de la commune, telle qu'elle ressort de la base de données européenne d’occupation biophysique des sols Corine Land Cover (CLC), est marquée par l'importance des territoires agricoles (85,1 % en 2018), en diminution par rapport à 1990 (90,2 %). La répartition détaillée en 2018 est la suivante : 
terres arables (37,7 %), zones agricoles hétérogènes (36,7 %), prairies (10,6 %), zones urbanisées (7,4 %), forêts (3,9 %), eaux continentales (1,5 %), zones humides intérieures (0,9 %), zones industrielles ou commerciales et réseaux de communication (0,6 %), espaces verts artificialisés, non agricoles (0,6 %). L'évolution de l’occupation des sols de la commune et de ses infrastructures peut être observée sur les différentes représentations cartographiques du territoire : la carte de Cassini (XVIIIe siècle), la carte d'état-major (1820-1866) et les cartes ou photos aériennes de l'IGN pour la période actuelle (1950 à aujourd'hui).

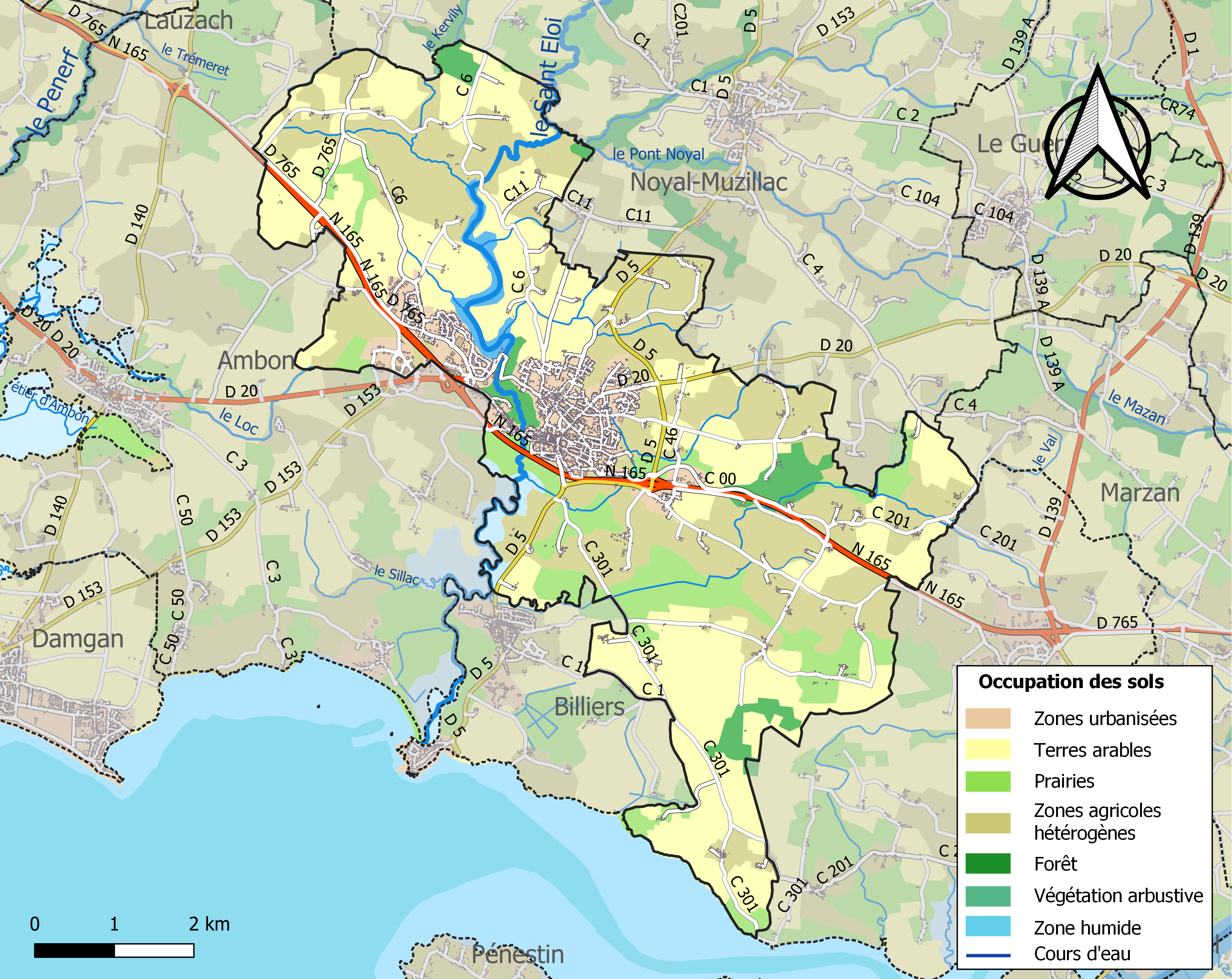
Carte des infrastructures et de l'occupation des sols de la commune en 2018 (CLC).

## Toponymie
Attesté en sous la forme latine Musuliacum en 1120,, Musuillac en 1330.
Muzilheg en breton[réf. nécessaire].

## Histoire

### Préhistoire
- - 300 000 ans : les outils taillés, retrouvés dans les falaises de Cromenac’h (Ambon), sont les plus anciennes traces d’humains dans la région.
- - 5000 à - 2000 : des hommes dressent des dolmens et utilisent des haches en pierre polie.
- - 1700 : des tumuli sont construits comme tombeaux. Celui situé entre Bourg Pol et Pen Mur existe jusqu’en 1840.

### Antiquité
- - 400 : des Celtes, les Vénètes occupent la région entre la Laïta et la Vilaine.
- 56 av. J.-C. : les Vénètes sont vaincus par Jules César en face de Rhuys.
- 200 : une voie romaine passant par Lannac’h, Brehoty et Kerlann relie Portus Nammetum (Nantes) à Darioritum (Vannes).
- 450 à 650 : des Celtes arrivent d’outre-Manche avec leurs coutumes et leur langue qui deviendra le breton.

### Moyen Âge
Muzillac, à cette époque était bretonnant.
- Fin IXe siècle : les Normands débarquent à plusieurs reprises. Ils sont battus en 890 à Questembert.
- 1070 : on trouve pour la première fois : Musillac, Mezuillac mais la paroisse s’appelle Bourg Paule ou Bourg Pol.
- 1123 : le seigneur Rioc de Musullac est mentionné dans le cartulaire de Redon ; ses armoiries sont « de gueules au léopard lionné d’hermines ».
- 1248 : Alain de Musullac accompagne Saint Louis lors de la septième croisade.
- 1288-1432 : la Chambre des comptes de Bretagne est installée à Muzillac.
- 1419 : Saint Vincent Ferrier prêche sur le parvis de l’église de Bourg Pol.

### Époque moderne
- 1678 : des Ursulines arrivent à Muzillac pour y créer un couvent et éduquer les jeunes filles.

### Révolution française
- 1790 : Muzillac devient commune et chef-lieu de canton, Bourg Paul reste la paroisse.
- 1792 : les Ursulines sont chassées et leurs biens sont vendus aux enchères.

### LeXIXesiècle

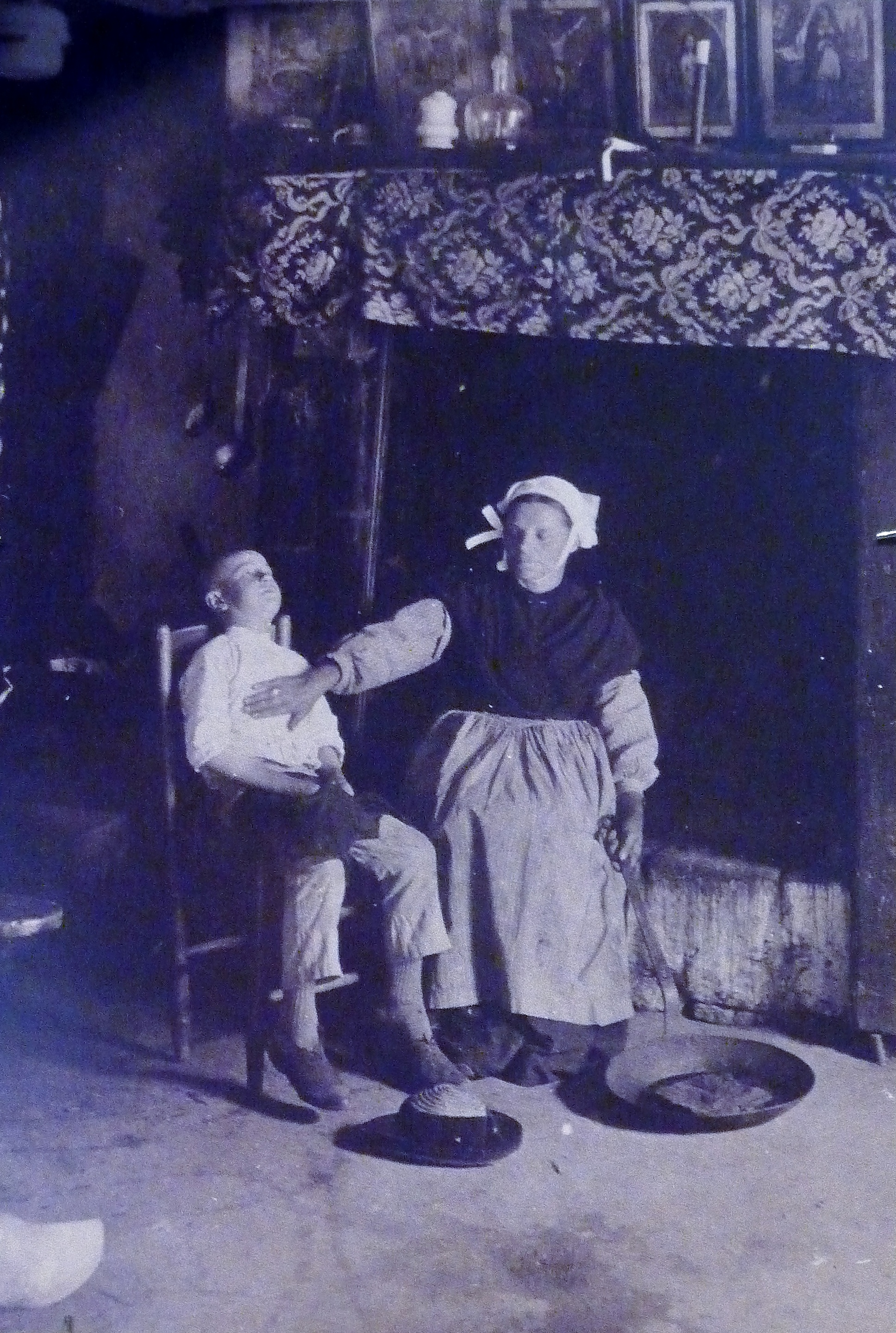
Remède de bonne femme (photographie prise par Charles Géniaux à Muzillac vers 1890).

- 10 juin 1815 : la bataille de Pen Mur : Entre la grée éponyme et Pénescluz, s'affrontèrent les bonapartistes et la petite chouannerie. Cette dernière attend un débarquement d'armes par les Britanniques. Alertés, les Impériaux, au nombre de 570 et commandés par le général Rousseau, sortent de Vannes et attaquent les chouans à Muzillac où ils s'étaient mis sous le commandement du général Louis de Sol de Grisolles. L'affrontement tourne à l'avantage des chouans dans cette bataille où ils sont menés sur le terrain par Rohu et Joseph de Cadoudal et où se distinguent les écoliers du collège Saint-Yves de Vannes (au nombre de 400 et ayant rejoint l'armée catholique et royale de Bretagne) qui repoussent ainsi les troupes impériales.
- 1835 : construction d’une mairie-école (actuel Office du Tourisme), avec les pierres d’une ancienne caserne de douanes, située route de Vannes.
- 1842 : construction d’une chapelle Saint-Julien (actuelle salle Adélaïde).
- Fin XIXe siècle : la langue bretonne ne semble plus utilisée à Muzillac.

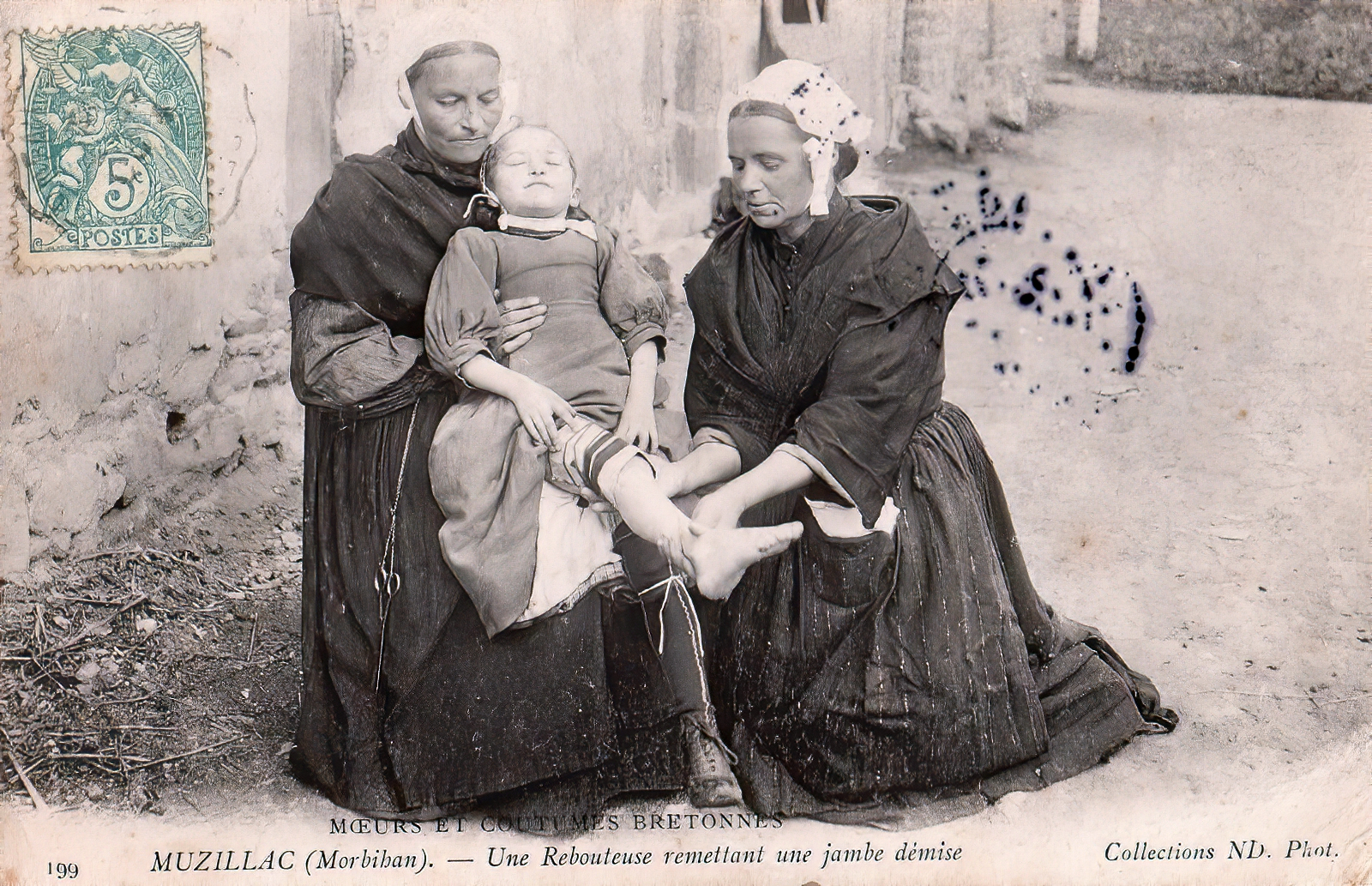
Rebouteuse (photographie prise par Charles Géniaux à Muzillac en 1890).
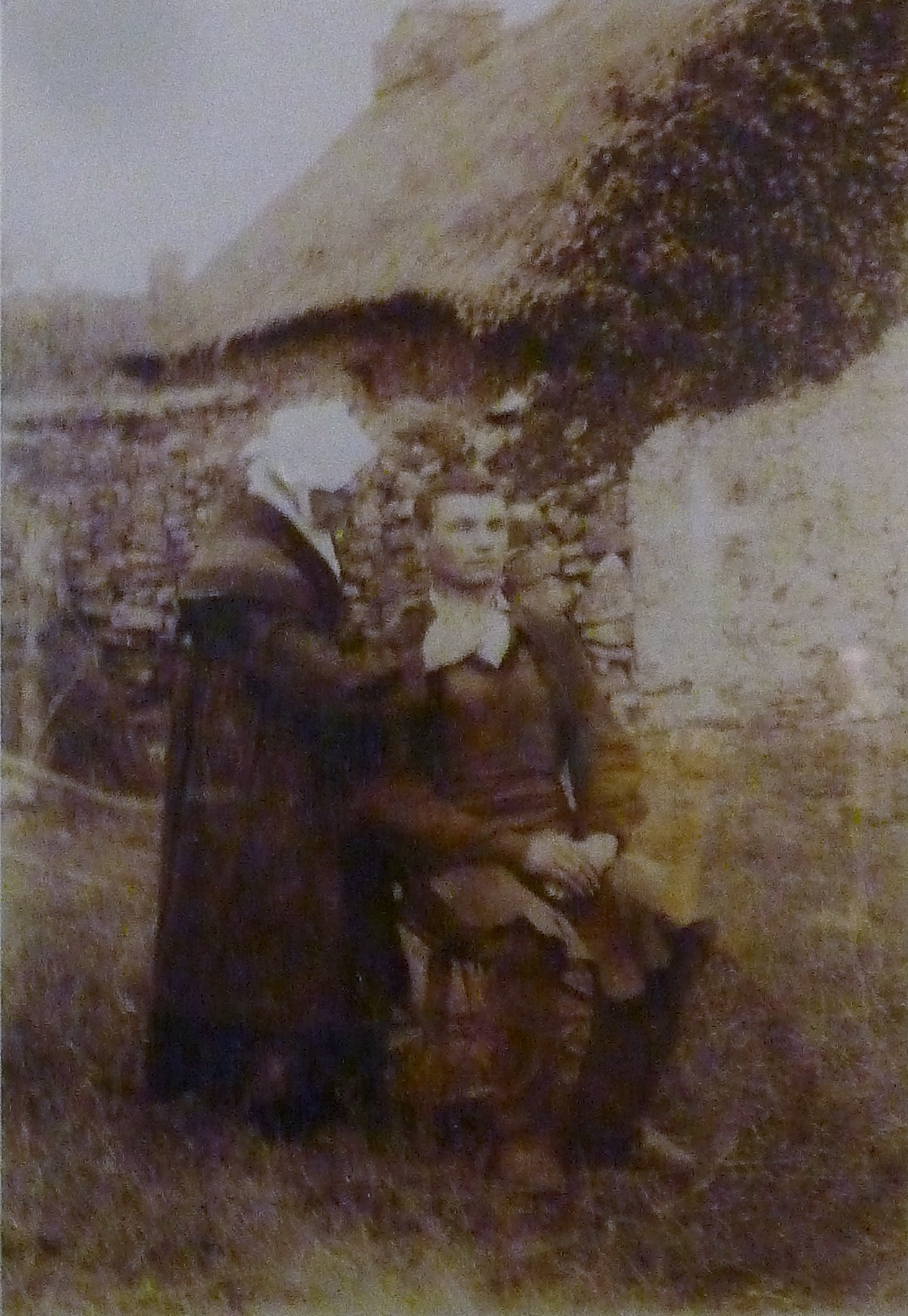
Rebouteuse (photographie prise par Charles Géniaux à Muzillac en 1890).

L'école publique de garçons de Muzillac est laïcisée en août 1888.

### LeXXesiècle

#### LaBelle Époque
- 1900 : construction d’une maison bourgeoise qui deviendra hôtel de ville et bientôt Espace Mauduit.
- 1903 : Muzillac est desservie par une ligne de chemin de fer. Elle sera désaffectée en 1947. Le bâtiment de la gare est devenu un logement social et la voie, un chemin de randonnée pédestre.

En application de la loi sur les congrégations du 7 juillet 1904, l'école congréganiste tenue par les Frères des écoles chrétiennes dut fermer à partir du 1er octobre 1904.

#### La Première Guerre mondiale
Le monument aux morts de Muzillac porte les noms de 121 soldats morts pour la France pendant la Première Guerre mondiale.
Un soldat originaire de Muzillac, Élie Lescop, du 336e régiment d'infanterie, fut fusillé pour l'exemple le 19 octobre 1914 à Châlons-sur-Marne (Marne) pour « abandon de poste devant l'ennemi par mutilation volontaire » par décision du conseil de guerre de la 4e armée.

#### L'Entre-deux-guerres
- 1929 : le clocher de l’église de Bourg-Paul est incendié par la foudre. Elle sera démolie et remplacée par l’église Sainte-Thérèse, plus proche de Muzillac.
- 1931 : René Bazin fait paraître son roman Magnificat dont l’action se déroule en majeure partie autour de Muzillac.

#### La Seconde Guerre mondiale
Le monument aux morts de Muzillac porte les noms de 14 personnes mortes pour la France pendant la Seconde Guerre mondiale.

#### L'après-Seconde-Guerre-mondiale
Un soldat originaire de Muzillac, Raymond Rival, est décédé en 1946 pendant la guerre d'Indochine.
- 1987 : après l'achat par la municipalité en 1970, le moulin à papier de Pen Mur est aménagé.
- 1990 : ouverture du Centre d’Animation du Vieux Couvent.

### LeXXIesiècle
- Été 2002 : création d'un spectacle « son et lumière » regroupant plus de cent-cinquante acteurs et figurants et faisant revivre la Bataille de Pen Mur. Cette reconstitution est reconduite, depuis, chaque année[33].
- 5 octobre 2014 : jumelage officiel avec la ville de Sheringham (Norfolk, Angleterre).

## Politique et administration

### Liste des maires
| Période                                  | Période           | Identité            | Étiquette   | Qualité                                                                                                  |
| ---------------------------------------- | ----------------- | ------------------- | ----------- | --- |
| 1891                                     | 1914              | Urbain Mauduit      | Droite      | Propriétaire Conseiller général (1899-1919)                                                              |
| 1914                                     | 1932              | Roger d'Andigné     |             | |
| 1932                                     | mars 1932 (décès) | Comte Guy d'Andigné |             | |
| 1932                                     | mai 1935          | Jean-Baptiste Besse | Rad.ind.    | Médecin Conseiller général de Muzillac (1919-1937)                                                       |
| mai 1935                                 | mars 1971         | Raymond Le Duigou   | URD puis RI | Notaire honoraire, maire honoraire Conseiller général de Muzillac (1937-1940 puis 1945-1973)             |
| mars 1971                                | 18 mars 1983      | Jeanne Le Failler   |             | Docteur en médecine retraitée Réélue en 1977                                                             |
| 18 mars 1983                             | mars 1989         | Ernest Le Goff      | DVD         | Notaire, maire honoraire (1995) Premier adjoint (1989 → 1995)                                            |
| mars 1989                                | 18 mars 2001      | Claude Le Duigou    | DVD         | Notaire honoraire Réélu en 1995                                                                          |
| 18 mars 2001                             | 24 mai 2020       | Joseph (Jo) Brohan  | DVD         | Conseiller fiscal et juridique retraité Conseiller général de Muzillac (1999-2015) Réélu en 2008 et 2014 |
| 24 mai 2020                              | En cours          | Michel Criaud       | DVD         | Chef d'entreprise Suppléant de la députée Horizons Anne Le Hénanff                                       |
| Les données manquantes sont à compléter. |                   |                     |             | |

## Démographie
L'évolution du nombre d'habitants est connue à travers les recensements de la population effectués dans la commune depuis 1793. Pour les communes de moins de 10 000 habitants, une enquête de recensement portant sur toute la population est réalisée tous les cinq ans, les populations de référence des années intermédiaires étant quant à elles estimées par interpolation ou extrapolation. Pour la commune, le premier recensement exhaustif entrant dans le cadre du nouveau dispositif a été réalisé en 2004.

En 2022, la commune comptait 5 022 habitants, en évolution de +0,46 % par rapport à 2016 (Morbihan : +3,82 %, France hors Mayotte : +2,11 %).
| 1793  | 1800  | 1806  | 1821  | 1831  | 1836  | 1841  | 1846  | 1851  |
| ----- | ----- | ----- | ----- | ----- | ----- | ----- | ----- | ----- |
| 1 791 | 1 638 | 1 674 | 2 028 | 1 891 | 2 128 | 2 236 | 2 435 | 2 422 |

| 1856  | 1861  | 1866  | 1872  | 1876  | 1881  | 1886  | 1891  | 1896  |
| ----- | ----- | ----- | ----- | ----- | ----- | ----- | ----- | ----- |
| 2 421 | 2 370 | 2 402 | 2 378 | 2 426 | 2 423 | 2 528 | 2 551 | 2 594 |

| 1901  | 1906  | 1911  | 1921  | 1926  | 1931  | 1936  | 1946  | 1954  |
| ----- | ----- | ----- | ----- | ----- | ----- | ----- | ----- | ----- |
| 2 573 | 2 635 | 2 595 | 2 503 | 2 510 | 2 254 | 2 202 | 2 251 | 2 043 |

| 1962  | 1968  | 1975  | 1982  | 1990  | 1999  | 2004  | 2006  | 2009  |
| ----- | ----- | ----- | ----- | ----- | ----- | ----- | ----- | ----- |
| 2 189 | 2 516 | 2 987 | 3 228 | 3 471 | 3 805 | 4 218 | 4 322 | 4 644 |

| 2014  | 2019  | 2022  | - | - | - | - | - | - |
| ----- | ----- | ----- | - | - | - | - | - | - |
| 4 944 | 5 066 | 5 022 | - | - | - | - | - | - |

## Culture et patrimoine

### Langue
La langue bretonne a été parlée jusqu'au milieu du XIXe siècle, nous ne connaissons de la variété locale du breton haut-vannetais parlé dans cette commune que ce que nous apprend la lettre qu'écrivit François Guiot, recteur de Bourgpaul, à sa servante Françoise Milles le 14 mars 1793, et conservée aux archives départementales du Morbihan.
Une filière catholique bilingue français-breton est créée en 2011.
À la rentrée 2017, 53 élèves étaient scolarisés dans la filière bilingue catholique (soit 10,6 % des enfants de la commune inscrits dans le primaire).
L’adhésion à la charte Ya d'ar brezhoneg a été votée par le conseil municipal le 5 juillet 2012.

### Lieux et monuments
- Le Vieux Couvent : en mars 1678, l’évêché de Vannes accorde aux Ursulines de Ploërmel l’autorisation de fonder un couvent à Muzillac. Le 1er  octobre 1792, l’envoyé de la République, François Le Batteux, émule de Carrier, chasse les religieuses qui sont envoyées à Vannes. Les bâtiments seront vendus comme biens nationaux. En 1982, il est racheté par la municipalité pour en faire un centre culturel qui sera ouvert en 1990.
- Moulin à papier de Pen Mur.
- Château de Séréac (privé).
- Église Sainte-Thérèse (1930): Elle en forme de croix latine et la nef à deux étages comporte six travées de chaque côté. Elle est construite selon les plans de l'architecte Caubert. Elle est consacrée le 4 avril 1934 en présence du maire de l'époque[48].

### Blasonnement
|  | Les armoiries de Muzillac se blasonnent ainsi : De gueules, au léopard lionné d’hermine. (Armes de la famille de Muzillac). |

## Personnalités liées à la commune
- Corentin de Chatelperron, ingénieur et aventurier français né en 1983[49].